# 481 هـ
481 هـ هي سنة في التقويم الهجري امتدت مقابلةً في التقويم الميلادي بين سنتي 1088 و1089.

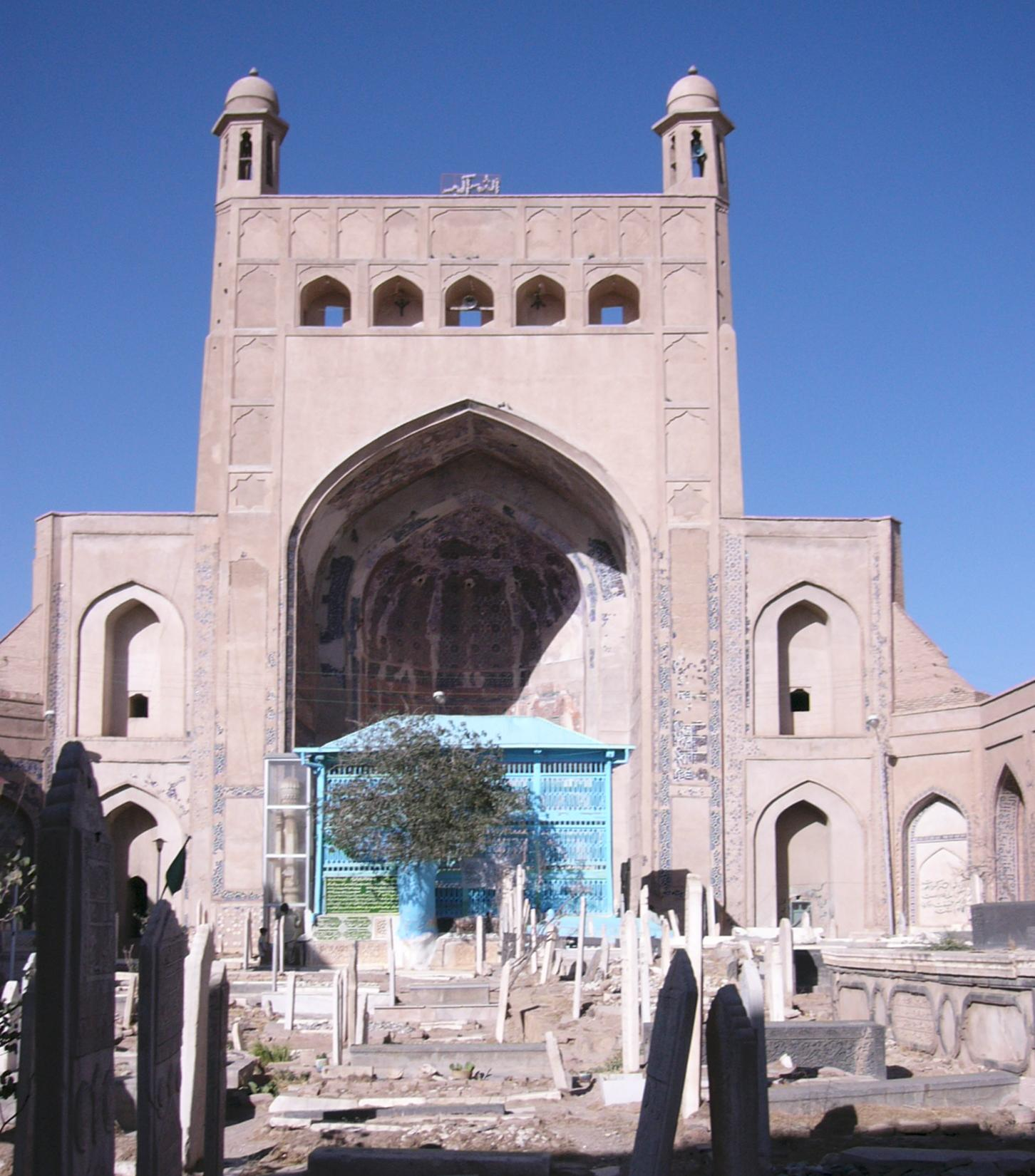
قبر الخواجة عبد الله الأنصاري

## مواليد
- ابن العريف
- ابن عطية الأندلسي

## وفيات
- أبو إسماعيل الهروي
- الخواجة عبد الله الأنصاري
- ظهير الدولة أبراهيم بن مسعود